# سعود حبيب
سعود حبيب هو لاعب رماية كويتي، ولد في 4 يناير 1979 في مدينة الكويت في الكويت.

## وصلات خارجية
- سعود حبيب على موقع الاتحاد الدولي (الإنجليزية)
- سعود حبيب على موقع أوليمبيديا (الإنجليزية)